# Goparaju Ramachandra Rao

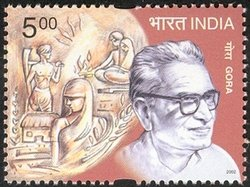
Goparaju Ramachandra Rao

Goparaju Ramachandra Rao (Telugu గోపరాజు రామచంద్రరావు Gōrā Gōparāju Rāmacandrarāvu; * 15. November 1902 in Chhatrapur, Distrikt Srikakulam, Andhra Pradesh; † 1975), kurz Gora (గోరా), war ein bedeutender Vertreter des
Atheismus in Indien.

## Herkunft, Ausbildung und Heirat
Gora entstammte einer hohen hinduistischen Kaste. Seine Erziehung war, wie er in seiner Autobiographie We Become Atheists
(Wir werden Atheisten) beschreibt, „konventionell, orthodox und abergläubig“ geprägt. Er erwarb seinen Master-Titel in Botanik am Presidency College in Madras. 1922 heiratete er das erst zehnjährige Mädchen Saraswathi. Der orthodoxe Hinduismus, dem beide Familien zugehörten, schrieb bis zum in Kraft treten des Child Marriage Restraint Act im Jahre 1935 die Vermählung eines Mädchens vor Eintritt in ihre Pubertät vor.

## Eintreten für den Atheismus
Gora widmete sein Leben der Verbreitung des Atheismus. Im Jahr 1940 begründeten er und seine Frau Saraswathi Gora in dem kleinen Dorf Mudunur im Krishna District das Atheist Centre. Am Vorabend der indischen Unabhängigkeit im Jahr 1947 verlegten sie den Sitz des Zentrums dann nach Vijayawada.
Gora verfasste zahlreiche Bücher, etwa Atheism Questions and Answers, An Atheist Around the World, An Atheist with Gandhi, The Need of Atheism und Positive Atheism, die bislang keine Übersetzung ins Deutsche gefunden haben.
Von 1949 an verfasste er eine Kolumne zum Thema Atheismus und veröffentlichte seit 1969 die monatliche erscheinende Zeitschrift The Atheist. Seine atheistische Einstellung führte Gora zu einer Initiative zur Abschaffung des Kastenwesens, vor allem der sozialen
Ausgrenzung der „Unberührbaren“, der Vorstellung von „Karma“ und göttlicher Vorsehung. Gora starb im Jahr 1975.
Das Atheist Centre wurde nach Goras Tod unter der Führung seiner Witwe Saraswathi weitergeführt. Das Angebot des Zentrums umfasst
Beratungsgespräche, Hochzeiten zwischen den Kasten und jenseits des Kastenwesens, Hilfe für Prostituierte, ledige Mütter und unterdrückte Frauen („vulnerable women“), Sexualkunde und Familienplanung. Dem Glauben an paranormale Phänomene wird in Form von Feuerlauf-Demonstrationen und anderen „Wunder“-Enthüllungen entgegengetreten. Darüber hinaus engagiert sich das Zentrum im Kampf gegen Hexenglauben und Magie.

## Briefmarke
Im Jahr 2002 veröffentlichte das indische Post-Ministerium aus Anlass des 100. Geburtstags von Gora eine Briefmarke im Wert von 5 Rupien.